# Krzysztof Warzocha
Krzysztof Zbigniew Warzocha (ur. 1966) – polski lekarz, specjalista w zakresie hematologii i onkologii klinicznej, profesor nauk medycznych, dyrektor Centrum Onkologii – Instytutu im. Marii Skłodowskiej-Curie (2012–2015).

## Życiorys
W 1990 ukończył studia na Wydziale Lekarskim Akademii Medycznej w Łodzi. Na tej samej uczelni uzyskiwał stopnie naukowe doktora (w 1992 na podstawie pracy Wpływ rekombinowanego ludzkiego czynnika martwicy nowotworów, oddzielnie i w połączeniu z cyklofosfamidem i metotreksatem na białaczki przeszczepialne i prawidłową hematopoezę) i doktora habilitowanego (w 1998 w oparciu o rozprawę zatytułowaną Układ ligando-receptorowy czynnika martwicy nowotworów i limfotoksyny: znaczenie prognostyczne i molekularne mechanizmy ekspresji w chłoniakach złośliwych). W 2003 otrzymał tytuł profesora nauk medycznych.
Przez kilkanaście lat był związany z Kliniką Hematologii oraz Instytutem Medycyny Wewnętrznej łódzkiej uczelni medycznej. W 2002 objął stanowisko dyrektora Instytutu Hematologii i Transfuzjologii, a w 2003 kierownika Kliniki Hematologii w tej instytucji. W 2012 został dyrektorem Centrum Onkologii – Instytutu im. Marii Skłodowskiej-Curie. Pełnił tę funkcję do 2015.
Specjalizacje lekarskie uzyskiwał z chorób wewnętrznych (1998), hematologii (2002), onkologii klinicznej (2003) i zdrowia publicznego (2004). W latach 90. odbywał staże zagraniczne m.in. na uczelniach i w centrach medycznych w Leeds, Lyonie i Calgary. Objął funkcję redaktora naczelnego pisma „Hematologia”. Został członkiem Polskiego Towarzystwa Hematologów i Transfuzjologów, wiceprezesem Polskiej Grupy Badawczej Chłoniaków oraz członkiem zarządu Polskiej Grupy Białaczek u Dorosłych.
Odznaczony Złotym Krzyżem Zasługi (2006) oraz Krzyżem Kawalerskim Orderu Odrodzenia Polski (2011).